# The Albüm
A The Albüm a Scooter kizárólag interneten megjelent válogatáslemeze, mely a Brüno című film premierje alkalmából került az online zenebolt polcaira. Tekintve, hogy a Da Ali G Show eredeti betétdala a Crank It Up volt, logikus lépés volt a film alkotóitól, hogy egy újabb Scooter-dal, méghozzá a Nessaja legyen az új főcímzene. Ennek tiszteletére készült ez az impozáns válogatás.

## Számok
1. Nessaja
2. Maria (I Like It Loud)
3. Fire
4. Crank It Up (Brüno's Vienna Calling Mix)
5. Jumping All Over The World
6. Behind The Cow
7. The Question Is What Is The Question
8. Move Your Ass!
9. Hyper Hyper
10. Jump That Rock! (Whatever You Want)
11. Ramp! (The Logical Song)
12. I'm Lonely
13. Apache Rocks The Bottom
14. Weekend!
15. I'm Raving
16. Aiii Shot The DJ
17. Call Me Manana
18. One (Always Hardcore)
19. Jigga Jigga!
20. Posse (I Need You On The Floor)